# Liste des maires de Saint-Sébastien-sur-Loire
La liste des maires de Saint-Sébastien-sur-Loire présente un historique des maires de la commune française de Saint-Sébastien-sur-Loire située dans le département de la Loire-Atlantique et la région des Pays de la Loire.

## L'Hôtel de ville

L'Hôtel de ville de Saint-Sébastien-sur-Loire.

## Liste des maires

### Entre 1790 et 1945
| Période | Période | Identité                        | Étiquette   | Qualité |
| ------- | ------- | ------------------------------- | ----------- | --- |
| 1790    | 1791    | François Lyrot                  | Royaliste   | chevalier, seigneur de la Patouillière et de la Gibraye, officier ; général de l'armée catholique et royale en 1793                                     |
| 1791    | 1792    | Sébastien Corgnet               | Patriote    | |
| 1792    | 1792    | Guillaume Perraud               |             | |
| 1792    | 1800    | Pas d'administration municipale |             | |
| 1800    | 1803    | Nicolas Viaud                   | Républicain | |
| 1803    | 1825    | Herbert Pradeland               | Royaliste   | Capitaine des pompiers |
| 1825    | 1828    | Henri Gullman                   | Royaliste   | Sous-lieutenant de la garde nationale |
| 1828    | 1831    | André Trouchy                   |             | |
| 1831    | 1859    | Fleurus Petitpierre             |             | |
| 1859    | 1865    | Pierre Pouré                    |             | |
| 1865    | 1871    | Louis Mérot du Barré            | Royaliste   | |
| 1871    | 1874    | Henri Cafin-Ménard              | Républicain | |
| 1874    | 1888    | Louis Mérot du Barré            | Royaliste   | |
| 1888    | 1912    | Henri Mérot                     | Royaliste   | |
| 1912    | 1938    | Armand Duez                     | Rép.G app.  | Docteur en droit, propriétaire Député de la Loire-Inférieure (3e circonscription de Nantes) (1932 → 1936) Conseiller général de Nantes-IV (1931 → 1937) |
| 1938    | 1945    | Francis Charron                 |             | |

### Depuis 1945
Depuis 1945, sept maires se sont succédé :
| Période           | Période                       | Identité                              | Étiquette            | Qualité |
| ----------------- | ----------------------------- | ------------------------------------- | -------------------- | --- |
| 19 mai 1945       | 25 octobre 1947               | Aimée Verbe                           | FN/SFIO              | Première femme maire de la commune et l'une des premières de France                                                                                                 |
| 25 octobre 1947   | 11 mai 1953                   | Constant Piveteau                     | URD puis DVD         | Employé SNCF retraité Conseiller général de Nantes-IV (1945 → 1958)                                                                                                 |
| 11 mai 1953       | 18 mars 1983                  | Marcellin Verbe                       | UDSR puis DVG        | Médecin Conseiller général de Nantes-IV (1958 → 1964) Conseiller général de Nantes-X (1973 → 1982)                                                                  |
| 18 mars 1983      | 13 septembre 1991             | Yves Laurent                          | PS                   | Chargé de mission auprès du ministre de la Ville Conseiller général de Nantes-X (1988 → 1991) Décédé en fonction,                                                   |
| 27 septembre 1991 | 24 octobre 1991               | Michel Caudal                         | PS                   | Premier adjoint du précédent, maire par intérim |
| 24 octobre 1991   | 19 juin 1995                  | Martine Laurent (épouse du précédent) | DVG puis PS          | Enseignante Conseillère générale de Nantes-X (1991 → 1996) Élue lors de l'élection municipale partielle du 20 octobre 1991                                          |
| 19 juin 1995      | 9 octobre 2017                | Joël Guerriau                         | UDF puis NC puis UDI | Cadre bancaire Sénateur de la Loire-Atlantique (depuis 2011) Conseiller général de Nantes-X (1996 → 2011) Démissionnaire à la suite de sa réélection comme sénateur |
| 9 octobre 2017    | En cours (au 10 février 2022) | Laurent Turquois                      | UDI                  | Cadre supérieur Conseiller départemental de Saint-Sébastien-sur-Loire (depuis 2015) Réélu pour le mandat 2020-2026                                                  |

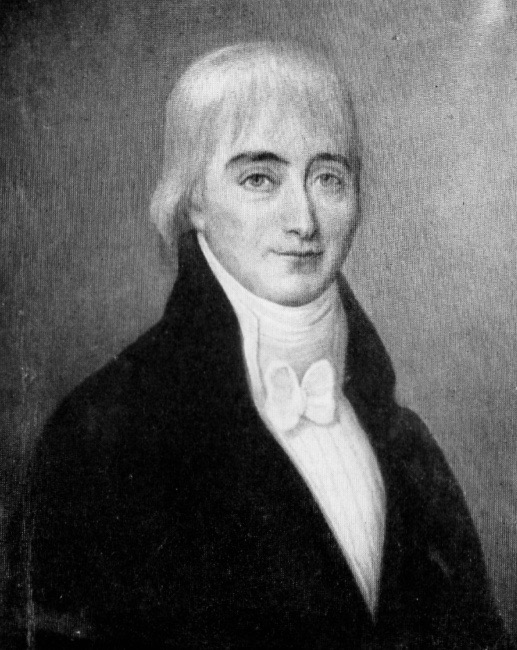
François Lyrot (1732-1793), premier maire de Saint-Sébastien-sur-Loire de 1790 à 1791.
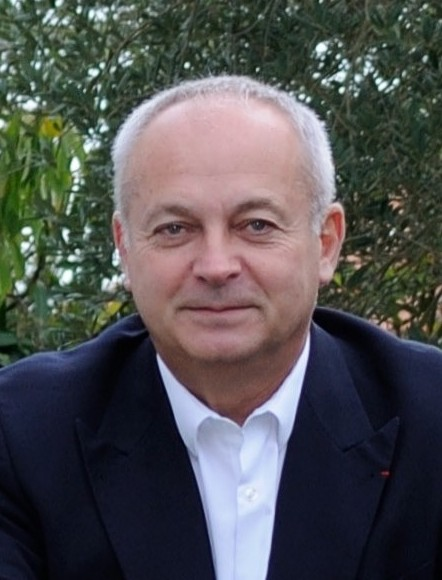
Joël Guerriau, maire de Saint-Sébastien-sur-Loire entre 1995 et 2017.

## Biographies des maires

### Biographie du maire actuel
Laurent Turquois (11 novembre 1971- )

### Biographies des anciens maires
Joël Guerriau (9 novembre 1957 à Uckange - )

## Conseil municipal actuel
Les 35 sièges composant le conseil municipal ont été pourvus le 15 mars 2020 lors du premier tour de scrutin. Actuellement, il est réparti comme suit :